# Геворкян Арташес Галустович
Арташес Галустович Геворкян (1894, Ерзурум — 8 липня 1937, Єреван) — діяч вірменського національно-визвольного руху. Національний герой вірменського народу, шанується як народний месник.

## Біографія
Молодший із синів хлібопека Гаспара з Ерзерума. У 1916 році разом зі своїм братом Торгомом вступив до Першого вірменського добровольчого полку Андраніка і брав участь у всіх його діях. У серпні 1918 року у складі Вірменського Окремого ударного загону брати вступили у Зангезур. Тоді Андранік вивів із Нахічевані 16 тисяч біженців.
Член партії «Дашнакцутюн». 1920 року, переїхавши на Україну, працював шахтарем на Донбасі. На початку 1922 року за завданням місцевого осередку партії «Дашнакцутюн» Арташес вирушив до Тифлісу.
Один з учасників операції «Немезіс» (вірм. Նեմեսիս գործողություն), акції відплати партії «Дашнакцутюн» з вбивства лідерів Османської імперії, причетних до організації Геноциду вірмен, а також лідерів Азербайджанської Демократиної Республіки в 1918 році.
25 липня 1922 року в Тифлісі на вулиці Петра Великого (нині — Павле Інгорокви) прямо біля дверей ЧК, разом з Петросом Тер-Погосяном, вчинив замах на одного з головних винуватців геноциду вірмен Ахмеда Джемаль-пашу, в результаті якої колишній міністр військово-морських сил Османської імперії був вбитий.
З 1924 року жив у Єревані, працював у радянських установах. У березні 1925 року живе в покинутому селищі в ущелині Місхана, що входив до Нижньо-Ахтинського району Єреванського повіту, разом з однодумцями заснував першу у Вірменії комуну «Кармір овіт» («Червона долина») і став головою її правління. Пізніше був переведений до райцентру інспектором з бджолярства.
У 1936 році був заарештований, звинувачений «в активній боротьбі проти партії та влади, участі в контрреволюційній організації, підготовчій роботі щодо терористичних актів». Засуджений до розстрілу. 8 липня 1937 року — вирок виконано. Посмертно реабілітований.